# Bradypodion gutturale
Bradypodion gutturale är en ödleart som beskrevs av  Smith 1849. Bradypodion gutturale ingår i släktet Bradypodion och familjen kameleonter. Inga underarter finns listade.